# XXIIe gouvernement constitutionnel portugais
IIIe République portugaise
XXIe constitutionnel XXIIIe constitutionnel
Le XXIIe gouvernement constitutionnel (en portugais : XXII Governo Constitucional) est le gouvernement de la République portugaise entre le 26 octobre 2019 et le 30 mars 2022, sous la XIVe législature de l'Assemblée de la République.
Il est dirigé par le socialiste António Costa, vainqueur des élections législatives à la majorité relative. Il succède au XXIe gouvernement constitutionnel, déjà sous l'autorité d'António Costa et cède le pouvoir au XXIIIe gouvernement constitutionnel, également sous la direction d'António Costa.

## Historique du mandat
Dirigé par le Premier ministre socialiste sortant António Costa, ce gouvernement est constitué du Parti socialiste (PS). Seul, il dispose de 108 députés sur 230, soit 46,95 % des sièges de l'Assemblée de la République.
Il est formé à la suite des élections législatives du 6 octobre 2019.
Il succède donc au XXIe gouvernement constitutionnel, constitué par le seul PS et soutenu par le Bloc de gauche (BE) et la Coalition démocratique unitaire (CDU).

### Formation
Le 8 octobre, deux jours après les élections, le président de la République Marcelo Rebelo de Sousa charge Costa, vainqueur des législatives, de former le nouveau gouvernement. Il rencontre alors tous les partis situés à la gauche des socialistes, et annonce le 11 octobre son intention de former un exécutif en minorité négociant au cas par cas avec ses alliés, renonçant à des accords formels comme c'était le cas sous le gouvernement précédent,.
À la suite d'un entretien avec Rebelo de Sousa, Costa présente la liste de ses ministres le 15 octobre. La nouvelle équipe réunit 19 membres, soit quatre de plus que l'exécutif sortant, dont quatre sont désignés ministres d'État. Le ministre de l'Économie Pedro Siza Vieira devient le « numéro deux du gouvernement » et suppléera le Premier ministre en cas d'absence. Avec huit femmes ministres, l'exécutif est féminisé à 42%, le chiffre le plus élevé de l'histoire portugaise. Quatorze ministres sortant sont confirmés, dont tous les ministres régaliens. Le ministre des Finances Mário Centeno fait partie des promus au titre de ministre d'État,.

### Constitution
Avec un total de 19 départements ministériels, ce gouvernement est le plus important depuis 1976. Sont en effet créés le ministère de la Modernisation de l'État, qui reprend les compétences exercées par le ministère des Finances sur la fonction publique, et le ministère de la Cohésion territoriale, qui devient le premier département dédié exclusivement à la lutte contre le dépeuplement de l'intérieur du pays. La présence de quatre ministres d'État, contre aucun dans le précédent exécutif, est censée renforcer le « noyau dur » du cabinet et permettre à Costa et Augusto Santos Silva d'assurer efficacement la présidence du Conseil de l'Union européenne au premier semestre 2021.
Dix ministres ne sont pas membres du PS, dont deux ministres d'État. Sur les cinq nouvelles têtes qui intègrent l'exécutif, deux ne militent pas au sein du parti au pouvoir, mais le ministre de la Mer Ricardo Serrão a été député européen sous les couleurs du PS entre juillet 2014 et juillet 2019. Sur les neuf ministres socialistes, six appartiennent au secrétariat national (la direction exécutive) et deux à la commission politique (la direction élargie),. La composition du cabinet met également fin aux deux liens familiaux existant entre ses membres, puisque le père de la ministre de la Présidence et ministre sortant du Travail José Vieira da Silva et l'épouse du ministre de l'Intérieur et ministre sortante de la Mer Ana Paula Vitorino ne sont pas reconduits.

### Prise de fonction
Alors que le Premier ministre sortant indique envisager la prise de fonction de sa nouvelle équipe le 21 ou le 22 octobre, le président de la République indique le 17 octobre que la cérémonie d'assermentation aura lieu le 23, au lendemain de la séance constitutive de l'Assemblée de la République.
La cérémonie d'assermentation est finalement reportée sine die après que le Parti social-démocrate a contesté le 18 octobre devant le Tribunal constitutionnel le décompte des voix des Portugais de l'étranger, empêchant la publication officielle des résultats par la Commission nationale des élections (CNE), préalable indispensable à la constitution de la XIVe législature puis à la prise de fonction du XXIIe gouvernement constitutionnel. Après le rejet de la requête du PPD/PSD, Rebelo de Sousa indique le 22 octobre qu'il présidera à la prise de fonction du cabinet quatre jours plus tard. La cérémonie d'assermentation a lieu comme prévu le 26 octobre.

### Succession
À la suite du rejet du projet de loi de finances en octobre 2021 par les députés, conséquence de la rupture entre le Parti socialiste, le Bloc de gauche et la Coalition démocratique unitaire, des élections législatives anticipées sont convoquées le 30 janvier 2022,. Ce scrutin voit la victoire du Parti socialiste avec une majorité absolue des sièges.

## Composition
| Portefeuille                                                             | Titulaire | Titulaire                                                    | Parti |
| ------------------------------------------------------------------------ | --------- | ------------------------------------------------------------ | ----- |
| Premier ministre                                                         |           | António Costa                                                | PS    |
| Ministre d'État Ministre de l'Économie et de la Transition numérique     |           | Pedro Siza Vieira                                            | Sans  |
| Ministre d'État Ministre des Affaires étrangères                         |           | Augusto Santos Silva (jusq'au 28/03/2022) António Costa a.i. | PS    |
| Ministre d'État Ministre de la Présidence                                |           | Mariana Vieira da Silva                                      | PS    |
| Ministre d'État Ministre des Finances                                    |           | Mário Centeno (jusqu'au 15/06/2020) João Leão                | Sans  |
| Ministre de la Défense nationale                                         |           | João Gomes Cravinho                                          | Sans  |
| Ministre de l'Intérieur                                                  |           | Eduardo Cabrita (jusqu'au 03/12/2021)                        | PS    |
| Ministre de l'Intérieur                                                  |           | Francisca Van Dunem (à partir du 04/12/2021)                 | Sans  |
| Ministre de la Justice                                                   |           | Francisca Van Dunem                                          | Sans  |
| Ministre de la Modernisation de l'État et de l'Administration publique   |           | Alexandra Leitão                                             | PS    |
| Ministre de la Planification                                             |           | Nelson de Souza                                              | Sans  |
| Ministre de la Culture                                                   |           | Graça Fonseca                                                | PS    |
| Ministre de la Science, de la Technologie et de l'Enseignement Supérieur |           | Manuel Heitor                                                | Sans  |
| Ministre de l'Éducation                                                  |           | Tiago Brandão Rodrigues                                      | Sans  |
| Ministre du Travail, de la Solidarité et de la Sécurité sociale          |           | Ana Mendes Godinho                                           | PS    |
| Ministre de la Santé                                                     |           | Marta Temido                                                 | PS    |
| Ministre de l'Environnement et de l'Action climatique                    |           | João Pedro Matos Fernandes                                   | PS    |
| Ministre des Infrastructures et du Logement                              |           | Pedro Nuno Santos                                            | PS    |
| Ministre de la Cohésion territoriale                                     |           | Ana Abrunhosa                                                | Sans  |
| Ministre de l'Agriculture                                                |           | Maria do Céu Albuquerque                                     | PS    |
| Ministre de la Mer                                                       |           | Ricardo Serrão Santos                                        | Sans  |